# Mistrovství Evropy v zápasu řecko-římském 1995
Mistrovství Evropy v zápasu řecko-římském 1995 se konalo v Besançonu, Francie.

## Výsledky

### Muži
| Kategorie | Zlato                | Stříbro             | Bronz                |
| --------- | -------------------- | ------------------- | -------------------- |
| 48 kg     | Vardan Agadžanjan    | Zafar Gulijev       | Oleg Kutscherenko    |
| 52 kg     | Armen Nazarjan       | Alfred Ter-Mkrtčjan | Andrij Kalašnykov    |
| 57 kg     | Ruslan Jakymov       | Agasi Manukjan      | Jan Ulbrich          |
| 62 kg     | Włodzimierz Zawadzki | Sergej Martynov     | Igor Petrenko        |
| 68 kg     | Ghani Yalouz         | Ryszard Wolny       | Marko Yli-Hannuksela |
| 74 kg     | Stojan Stojanov      | Mircea Constantin   | Vladimir Kopytov     |
| 82 kg     | Sergej Cvir          | Jristo Stanchev     | Gocha Tsitsiashvili  |
| 90 kg     | Gogui Koguashvili    | Maik Bullmann       | Vjačeslav Olijnyk    |
| 100 kg    | Mikael Ljungberg     | Giorgi Saldadze     | Sergej Lištvan       |
| 130 kg    | Alexandr Karelin     | Şaban Donat         | Sergej Murejko       |